# Syngonanthus
Syngonanthus Ruhland è un genere di piante della famiglia Eriocaulaceae.

## Distribuzione e habitat
Il genere è diffuso nella fascia tropicale di America e Africa.

## Tassonomia
Il genere comprende 145 specie tra cui:
- Syngonanthus chrysanthus (Bong.) Ruhland
- Syngonanthus nitens (Bong.) Ruhland
- Syngonanthus flavidulus (Michx.) Ruhland